# Cameraria umbellulariae
Cameraria umbellulariae är en fjärilsart som först beskrevs av Walsingham 1889.  Cameraria umbellulariae ingår i släktet Cameraria och familjen styltmalar. Inga underarter finns listade i Catalogue of Life.